# Lumiton
Lumiton fue la primera productora de cine creada en la Argentina en 1931. La productora instaló sus estudios en Munro, partido de Vicente López, en el cordón industrial del Gran Buenos Aires. Su primera película fue Los tres berretines, que lanzó a Luis Sandrini como primera estrella del cine argentino, y que está considerada como fundadora del cine sonoro argentino, junto con ¡Tango! de Argentina Sono Film, estrenada una semana antes. 
Produjo, en total, unas 180 películas, entre ellas La chismosa (1938), primera película argentina en recibir un premio internacional (Copa de Plata del Festival de Venecia). Entre los directores destacados que se desempeñaron para Lumiton, se encuentran Enrique Telémaco Susini, Manuel Romero, Francisco Mugica y Carlos Hugo Christensen. Se disolvió por problemas económicos y políticos en 1952.

## Historia

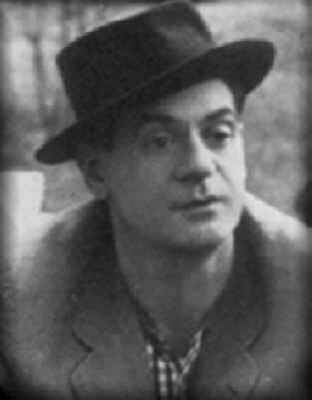
Luis Sandrini, estrella de Lumiton.

Lumiton fue fundada por un grupo de médicos con amplios conocimientos técnicos que ya habían incursionado en la radio y realizado la primera transmisión radial de la historia en agosto de 1920: Enrique Telémaco Susini, César José Guerrico, Luis Romero Carranza y Miguel Mujica.
Aportando un capital inicial de 300.000 pesos los socios viajaron a Estados Unidos donde compraron un equipo completo de filmación y en diciembre de 1932 la empresa levantó los estudios comenzando con su primera galería, laboratorio propio y modernas instalaciones técnicas, en Munro, partido de Vicente López, en una quinta perteneciente a Isabel Zeller de Lehanen que ocupaba la manzana limitada por la avenida Mitre y las calles Marconi, Ugarte y Sargento Cabral. El lugar está señalado con un monolito instalado en la Av. Mitre 2351. Actualmente los estudios han sido convertidos en museo. 
El logotipo de presentación era un enorme gong que hacía sonar Michael Borowsky, primer bailarín del Teatro Colón, y el 17 de diciembre de 1932 Lumiton comenzó a producir, como ensayo, varios cortometrajes. Su primera película, Los tres berretines, se realizó con un presupuesto de 18.000 pesos, convirtiéndose en un éxito popular que recaudó más de 1 millón. En 1934 los estudios produjeron el documental En la tierra del Guarán que tiene la particularidad de no indicar en los créditos las personas intervinientes sino, solamente, "Equipo técnico de Lumiton". El fracaso de su nueva producción (Ayer y hoy), llevó a la empresa a contratar al director Manuel Romero. Desde su primera película, Noches de Buenos Aires (1935), Romero generó éxitos populares, a partir de un estilo que combinaba personajes y ambientes decididamente porteños. Entre sus películas más importantes figuran La muchachada de a bordo, Los muchachos de antes no usaban gomina, Fuera de la ley, Tres anclados en París, La rubia del camino, Mujeres que trabajan, La vida es un tango, Divorcio en Montevideo, Isabelita y Yo quiero ser bataclana.
El director Francisco Mugica realizó para la Lumiton filmes como Los martes orquídeas, Así es la vida, Adolescencia, El mejor papá del mundo, El espejo y El viaje.
Finalmente, Carlos Hugo Christensen dio origen al cine erótico en Argentina, a la vez que produjo importantes adaptaciones de obras de grandes autores argentinos, como El inglés de los güesos, Los chicos crecen, Dieciséis años, Safo, El ángel desnudo y El canto del cisne.
Además de a Sandrini, Lumiton lanzó a estrellas como Mecha Ortiz, Niní Marshall y Hugo del Carril.
Lumiton rodaba las películas en cuatro semanas y estableció un sistema de trabajo en el que los empleados debían vivir en los estudios, no pudiendo salir de los mismos sin autorización. En 1949, ya con el peronismo en el gobierno y nuevas legislaciones protectoras del trabajo, accedió a la presidencia de Lumiton Néstor Maciel Crespo, dando inicio a una relación de alta conflictividad con los trabajadores de la empresa. El 5 de mayo de 1952 comenzó el rodaje de Un guapo del 900, dirigida por Lucas Demare, pero al llegar a la segunda semana de rodaje, Lumiton se presentó en quiebra y la empresa no volvería a abrir sus puertas pese a los reiterados intentos de conseguirlo.

## Museo Lumiton
En el predio de los viejos estudios de Lumiton, en la Casa de las Estrellas, la Municipalidad de Vicente López ha instalado un museo, Museo del Cine Lumiton, con entrada por Cabral 2354, Munro.